# Trichomasthus perepelitsae
Trichomasthus perepelitsae är en stekelart som beskrevs av Trjapitzin 1964. Trichomasthus perepelitsae ingår i släktet Trichomasthus och familjen sköldlussteklar. Inga underarter finns listade i Catalogue of Life.